# بخش کاپیتال (میسیونز)
بخش کاپیتال (به اسپانیایی: Departamento Capital) یک منطقهٔ مسکونی در آرژانتین است که در استان میسیونس واقع شده‌است.